# Catharsis (album Machine Head)
Catharsis – dziewiąty album studyjny amerykańskiej heavymetalowej grupy Machine Head, który ukazał się 26 stycznia 2018 roku.
Utwór jest poświęcony Heather D. Heyer, zmarłej podczas protestów w Charlottesville w 2017; do utwór nakręcono teledysk (reżyseria: Fiaz Farrelly).

## Lista utworów
| Nr  | Tytuł utworu           | Długość |
| --- | ---------------------- | ------- |
| 1.  | „Volatile”             |         |
| 2.  | „Catharsis”            |         |
| 3.  | „Beyond the Pale”      |         |
| 4.  | „California Bleeding”  |         |
| 5.  | „Triple Beam”          |         |
| 6.  | „Kaleidoscope”         |         |
| 7.  | „Bastards”             |         |
| 8.  | „Hope Begets Hope”     |         |
| 9.  | „Screaming at the Sun” |         |
| 10. | „Behind a Mask”        |         |
| 11. | „Heavy Lies the Crown” |         |
| 12. | „Psychotic”            |         |
| 13. | „Grind You Down”       |         |
| 14. | „Razorblade Smile”     |         |
| 15. | „Eulogy”               |         |

## Twórcy
| Zespół Machine Head w składzie - Robb Flynn – śpiew, gitara rytmiczna, produkcja - Dave McClain – perkusja - Jared MacEachern – gitara basowa, wokal wspierający - Phil Demmel – gitara prowadząca |